# Campionato mondiale di beach soccer 1996
Il campionato mondiale di beach soccer 1996 (ufficialmente Beach Soccer World Championships 1996) è stata la 2ª edizione del torneo e si è disputato dal 30 gennaio al 4 febbraio 1996 a Copacabana, in Brasile.

## Squadre partecipanti
| Confederazione                                        | Torneo di qualificazione | Qualificate | Pres. | Ult. | Miglior risultato    |
| ----------------------------------------------------- | ------------------------ | ----------- | ----- | ---- | -------------------- |
| CONCACAF (America Centrale, Settentrionale e Caraibi) | Invito                   | Canada      | 1ª    | /    | Esordiente           |
| CONCACAF (America Centrale, Settentrionale e Caraibi) | Invito                   | Stati Uniti | 2ª    | 1995 | 2º posto (1995)      |
| CONMEBOL (Sud America)                                | Nazione ospitante        | Brasile     | 2ª    | 1995 | Campione (1995)      |
| CONMEBOL (Sud America)                                | Invito                   | Argentina   | 2ª    | 1995 | Fase a gironi (1995) |
| CONMEBOL (Sud America)                                | Invito                   | Uruguay     | 2ª    | 1995 | Fase a gironi (1995) |
| UEFA (Europa)                                         | Invito                   | Danimarca   | 1ª    | /    | Esordiente           |
| UEFA (Europa)                                         | Invito                   | Italia      | 2ª    | 1995 | 4º posto (1995)      |
| UEFA (Europa)                                         | Invito                   | Russia      | 1ª    | /    | Esordiente           |

## Fase a gironi

### Gruppo A
| Squadra   | P.ti | G | V | V+ | Vr | P | GF | GS | DR  |
| --------- | ---- | - | - | -- | -- | - | -- | -- | --- |
| Brasile   | 9    | 3 | 3 | 0  | 0  | 0 | 24 | 5  | +19 |
| Uruguay   | 3    | 3 | 1 | 0  | 0  | 2 | 12 | 13 | -1  |
| Danimarca | 3    | 3 | 1 | 0  | 0  | 2 | 10 | 16 | -6  |
| Canada    | 3    | 3 | 1 | 0  | 0  | 2 | 12 | 24 | -12 |

| Copacabana 30 gennaio 1996 | Uruguay | 5 – 6 | Canada | Praia de Copacabana |

| Copacabana 30 gennaio 1996 | Brasile | 7 – 1 | Danimarca | Praia de Copacabana |

| Copacabana 31 gennaio 1996 | Uruguay | 5 – 3 | Danimarca | Praia de Copacabana |

| Copacabana 31 gennaio 1996 | Brasile | 13 – 2 | Canada | Praia de Copacabana |

| Copacabana 1º febbraio 1996 | Danimarca | 6 – 4 | Canada | Praia de Copacabana |

| Copacabana 1º febbraio 1996 | Brasile | 4 – 2 | Uruguay | Praia de Copacabana |

### Gruppo B
| Squadra     | P.ti | G | V | V+ | Vr | P | GF | GS | DR |
| ----------- | ---- | - | - | -- | -- | - | -- | -- | -- |
| Stati Uniti | 9    | 3 | 3 | 0  | 0  | 0 | 14 | 9  | +5 |
| Italia      | 6    | 3 | 2 | 0  | 0  | 1 | 14 | 9  | +5 |
| Russia      | 3    | 3 | 1 | 0  | 0  | 2 | 8  | 10 | -2 |
| Argentina   | 0    | 3 | 0 | 0  | 0  | 3 | 5  | 13 | -8 |

| Copacabana 30 gennaio 1996 | Stati Uniti | 4 – 2 | Argentina | Praia de Copacabana |

| Copacabana 30 gennaio 1996 | Italia | 5 – 1 | Russia | Praia de Copacabana |

| Copacabana 31 gennaio 1996 | Russia | 4 – 1 | Argentina | Praia de Copacabana |

| Copacabana 31 gennaio 1996 | Stati Uniti | 6 – 4 | Italia | Praia de Copacabana |

| Copacabana 1º febbraio 1996 | Italia | 5 – 2 | Argentina | Praia de Copacabana |

| Copacabana 1º febbraio 1996 | Stati Uniti | 4 – 3 | Russia | Praia de Copacabana |

## Fase a eliminazione diretta

### Tabellone
|  | Semifinali  | Semifinali  | Semifinali |         |         | Finale          | Finale          | Finale          |  |
|  |             |             |            |         |         |                 |                 |                 |  |
|  | Brasile     | Brasile     | 12         |         |         |                 |                 |                 |  |
|  | Brasile     | Brasile     | 12         |         |         |                 |                 |                 |  |
|  | Italia      | Italia      | 4          |         |         |                 |                 |                 |  |
|  | Italia      | Italia      | 4          |         | Brasile | Brasile         | 3               |                 |  |
|  |             |             |            |         | Brasile | Brasile         | 3               |                 |  |
|  |             |             | Uruguay    | Uruguay | 0       |                 |                 |                 |  |
|  | Uruguay     | Uruguay     | Uruguay    | Uruguay | 0       | 7               |                 |                 |  |
|  | Uruguay     | Uruguay     |            |         |         | 7               |                 |                 |  |
|  | Stati Uniti | Stati Uniti | 0          |         |         | Finale 3º posto | Finale 3º posto | Finale 3º posto |  |
|  | Stati Uniti | Stati Uniti | 0          |         |         |                 |                 |                 |  |
|  |             |             |            |         |         |                 |                 |                 |  |
|  |             |             |            |         |         | Italia          | Italia          | 4               |  |
|  |             |             |            |         |         | Italia          | Italia          | 4               |  |
|  |             |             |            |         |         | Stati Uniti     | Stati Uniti     | 3               |  |

### Semifinali
| Copacabana 3 febbraio 1996 | Uruguay | 7 – 0 | Stati Uniti | Praia de Copacabana |

| Copacabana 3 febbraio 1996 | Brasile | 12 – 4 | Italia | Praia de Copacabana |

### Finale 3º posto
| Copacabana 4 febbraio 1996, ore 9:00 | Italia | 4 – 3 | Stati Uniti | Praia de Copacabana |

### Finale
| Copacabana 4 febbraio 1996, ore 10:00 | Brasile | 3 – 0 | Uruguay | Praia de Copacabana |

## Campione
BRASILE
(2º titolo)